# 朝鲜总督府铁道Mikasa型蒸汽机车
Mikasa型（日文：ミカサ形，意指Mikado第3型）蒸汽机车是朝鲜总督府铁道一种采用2-8-2轮式的煤水车式蒸汽机车。

## 简介
ミカサ型与同期Pashisi（パシシ）型及Tehoro（テホロ）型蒸汽机车均为朝鲜总督府铁道最早独自设计开发的蒸汽机车，其相互之间的零部件可以共通。尤其上开机车是针对朝鲜半岛的特殊情况设计，尤其是锅炉设计为适应朝鲜产的低热量褐炭，采用广火室、缩短烟管长度及燃烧室等设计，使煤炭燃烧更完全并提升锅炉效率。

## 生产情况
在1927年到1945年间，308辆ミカサ型由日本国内和朝鲜总督府共计5家工厂生产，另有5辆ミカサ型于二战结束后由日立制作所为韩国铁道制造。而在1945年之前，私营西鲜中央铁道拥有8辆同型车，华中铁道拥有38辆同型车。截至二战结束时，总共生产354辆ミカサ型机车，但亦有许多在制造状态的机车没有完工。

### 朝鲜总督府铁道ミカサ型
在1938年4月之前制造的首批70辆ミカサ型机车使用ミカサ1701-ミカサ1770之间的号段，其后于1938年4月改为ミカサ1-ミカサ70，而后续生产的机车亦采用新的机车编号规则。此款机车在京义线、京釜线、京元线、咸镜线均有运用。

### 西鲜中央铁道ミカサ型
太平洋战争爆发后，随着货运运量的提高，私营西鲜中央铁道亦计划增加货运蒸汽机车数量。因此在1943年到1944年间，西鲜中央铁道购置8辆ミカサ型机车。此外南满洲铁道亦向西鲜中央铁道出借一批满铁ミカロ型机车。
二战结束后西鲜中央铁道8辆ミカサ型机车被朝鲜铁道省接收。

### 华中铁道ミカサ型
华中铁道公司于1943年至1944年间向日本汽车制造、日立制作所、日本车辆引进38辆ミカサ型机车。二战结束后被中华民国交通部接收；1949年被中华人民共和国铁道部接收。

#### 生產概況（華中鐵道）
| 製造年 | 車號               | 製造廠     | 原廠製造番號                   |
| 1943   | ミカサ11-15        | 汽車製造   | 2217 - 2221                    |
| 1943   | ミカサ16-19        | 日立製作所 | 1392 - 1395                    |
| 1943   | ミカサ110-113      | 日立製作所 | 1478 - 1481                    |
| 1943   | ミカサ 119-128     | 日本車輛   | 1193 - 1202                    |
| 1944   | ミカサ 114-118     | 汽車製造   | 2222 - 2226                    |
| 1944   | ミカサ 129-137,320 | 日立製作所 | 1729 - 1733, 1872 - 1875, 1871 |
| ------ | ------------------ | ---------- | ------------------------------ |

## 战后

### 韩国铁道미카3型
二战结束后，遗留于三八线以南的原鲜铁ミカサ型机车被韩国铁道接收，并编为미카3型。尽管具体数量不明，但韩铁至少配属54辆미카3型机车。应当注意的是，有5辆ミカサ型机车在二战结束时正在建造，后由日立制作所于1946年完工并交付韩国铁道；另在1947年新造8辆미카3型机车，亦交付韩国铁道。

### 朝鲜铁道省미가서型/6300系列
二战结束后，遗留于三八线以北的原鲜铁ミカサ型（包括8辆原西鲜中央铁道ミカサ型）机车被朝鲜铁道省接收，并编为미가서型。尽管具体数量不明，但朝铁至少配属5辆미카3型机车。这些机车在朝鲜战争结束后使用了数十年时间，有一些机车至今仍在运用状态。
后来朝鲜铁道省将미가서型编为6300系列，部分车号在100号以上的原미가서型机车编入6400系列（即原朝铁미가너型）。由于朝铁미가너型机车在改为6400系列后，理论上机车最大编号为6424号，所以从6425号机车编号开始空余。而原西鲜中央铁道ミカサ型机车车号变更情况不明。

### 中国铁路解放9型
原华中铁道ミカサ于1949年被中华人民共和国铁道部接收后，编为ㄇㄎ玖型（MK9），于1959年再改称为解放9型（JF9），编号范围为3671-3710。1980年代有3辆解放9型机车（JF-3673、JF-3686、JF-3689）有目击记录。

## 现存机车
| 二战后之编号 | 现存地点                                   | 备注 | 图片 |
| ------------ | ------------------------------------------ | --- | ---- |
| 解放-3673    | 于中国北京中国铁道博物馆静态展示           | |      |
| 미카-129     | 于韩国大田市国立大田显忠院静态展示         | 韩国注册文化财产第415号。 该车经过无烟化改造后曾一度以牵引观光列车的形式动态展示，但其后由于此机车部件老化的因素，被3016号上游型蒸汽机车替代。 미카-129后由大田铁路车辆维修中心出借至国立大田显忠院 |      |
| 미카-161     | 于韩国于京畿道义王市韩国铁道博物馆静态展示 | |      |
| 미카-244     | 于韩国京畿道坡州市临津阁静态展示           | |      |
| 미카-304     | 于韩国济州市三无公园静态展示               | 韩国注册文化财产第414号 |      |

## 备注
1. ↑  Byeon, Seong-u.  [Korean Railways Rolling Stock Centennial]. Seoul: Korea Rolling Stock Technical Corp. 1999 （韩语）.
2. 1 2  . donsdepot.donrossgroup.net.   [2018-02-22]. （原始内容存档于2020-02-26）.
3. ↑  Kokubu, Hayato.  [Shōgun-sama no Tetsudō]. 新潮社 (Shinchosha). : 106–107. ISBN 978-4-10-303731-6 （日语）.
4. ↑  . www.railography.co.uk.   [2018-02-22]. （原始内容存档于2016-04-04）.